# Santa Fe Institute
Santa Fe Institute (denominado SFI) es un instituto estadounidense fundado en 1984 con la intención de crear una comunidad basándose en una nueva clase de ciencia (principalmente involucrado con teorías sobre complejidad). Acentuando la participación y colaboración de manera multidisciplinaria en la búsqueda de la comprensión y entendimiento de temas comunes que surgen a partir de sistemas sociales, artificiales y naturales.
Este instituto tiene como tentativa descifrar los mecanismos que se encuentran implícitos en lo profundo de esta aparente simplicidad presente en nuestro nuevo mundo.

## Científicos asociados al Instituto de Santa Fe
- W. Brian Arthur
- Per Bak
- John Casti
- Jim Crutchfield
- J. Doyne Farmer
- Jessica Flack
- Walter Fontana
- Murray Gell-Mann
- John H. Holland
- Stuart Kauffman
- David Krakauer
- Christopher Langton
- Brian Goodwin
- Robert May
- John H. Miller
- Melanie Mitchell
- Mark Newman
- Ricard V. Solé
- Duncan Watts
- David B. Weinberger
- Geoffrey West
- Douglas White